# Si t'étais là
Singles de Louane
On était beau
(2017) Immobile
(2018)
Pistes de Louane
Sans arrêt
(3) Midi sur novembre
(5)
Si t'étais là est le second single issu de Louane, le deuxième album studio de la chanteuse du même nom.

## Genèse
La chanson fait écho à la disparition des deux parents de la chanteuse. Louane perd son père en 2013 alors qu'elle était encore candidate à la saison 2 de l'émission The Voice : La Plus Belle Voix, puis elle perd sa mère qui l'avait inscrite à l'émission des suites d'une grave maladie l'année suivante. Cependant, Louane précise lors d'une entrevue que la chanson ne parle pas de la disparition de  ses parents, mais du manque de façon générale : 

« Les gens font le lien de ce qu'ils ont envie de faire. Et c'est ce que j'aime dans la musique, pouvoir réinterpréter les chansons. Je ne parle pas de ma vie privée parce que c'est quelque chose que j'essaie de protéger, de garder pour moi. Pour moi, "Si t'étais là", c'est une chanson sur le manque et c'est très général donc ce n'est pas si difficile que ça. »

Le titre est coécrit par Marie Bastide, compagne de Calogéro, et déjà derrière des titres de Florent Pagny ou de Céline Dion, et par Gioacchino Maurici, frère de Calogéro.

## Clip vidéo
Le clip vidéo accompagnant le single est réalisé par Alexis Magand et Yannick Demaison de la société clermontoise Biscuit Production et se présente sous forme d'un dessin animé d'un peu plus de 3 minutes, inspiré de l'univers manga. La société avait déjà travaillé avec d'autres artistes connus comme Black M, Maitre Gims ou Jain. Sur la réalisation du clip, Alexis Magand, directeur artistique de Biscuit Production, explique : 

« On est parti des paroles de la chanson. [...] Louane nous a dit qu’elle pensait à un dessin animé de type manga et on lui a proposé un scénario et des illustrations. Pendant un mois et demi, on a eu pas mal d’échanges. C’est l’histoire d’un deuil, sans qu’on sache s’il s’agit d’un décès ou d’une séparation que l’on a traité avec un côté poétique et onirique en faisant référence à des symboles qui ont tous un sens dans la mythologie japonaise. C’est plus qu’un dessin animé, élaboré par une équipe de 6 à 8 personnes. »

Le clip est mis en ligne sur YouTube le 13 octobre 2017 et cumule près de 2 millions de vues à la date du 30 octobre 2017, rapporte La Montagne.
Au 15 avril 2021, la chanson cumule près de 51 millions de vues.

## Version
| 1. | Si t'étais là | Gioacchino Maurici, Marie Bastide | Dany Synthé | 2:34 |

## Classements

### Classements hebdomadaires
| Classement (2017)                              | Meilleure position |
| ---------------------------------------------- | ------------------ |
| Belgique (Flandre Ultratop 50 Airplay)         | 36                 |
| Belgique (Flandre Ultratip Bubbling Under 100) | 7                  |
| Belgique (Wallonie Ultratop 50 Airplay)        | 1                  |
| Belgique (Wallonie Ultratop 50 Singles)        | 3                  |
| France (SNEP Streaming)                        | 63                 |
| France (SNEP Téléchargement)                   | 2                  |
| France (SNEP)                                  | 2                  |
| Suisse (Schweizer Hitparade)                   | 49                 |
| Suisse (Charts Romandie)                       | 2                  |